# Sverige under neolitikum
Huvudartikel: Neolitikum

## Neolitiseringen
Den period när jordbruket införs kallas Neolitikum, Bondestenåldern eller Yngre stenålder.  I Norden utgör Neolitikum tiden från c:a 4000 till 1700 f.Kr. Därefter följer bronsåldern.  Under 1900-talets första decennier menade forskare att neolitiseringen berodde på invandring, se exempelvis Mårten Stenberger, "Det forntida Sverige 1971" . Senare framhöll forskare inom processuell arkeologi vanligen kulturpåverkan och omvärldstryck (knappa resurser och överbefolkning) som förklaring.. Postprocessuell arkeologi betonade sociala aspekter till exempel Kristina Jennbert i Den produktiva gåvan, men också Bender.  Nyare populationsgenetisk forskning ger invandringstesen starkt stöd. Genom att studera isotopsammansättningen i tänder från nötboskap i ett fynd från Almhov i Skåne har man konstaterat att man redan under neolitikums första århundraden i Sverige hade kommit så långt i sin boskapsskötsel att man kunde få sin boskap att kalva under hela året. Fördelen med detta var att man kunde få tillgång på mjölkprodukter under hela året. Detta antyder att delar av trattbägarkulturen i Skåne sannolikt var invandrade från Kontinentaleuropa. Denna utveckling anses nämligen alltför avancerad för att invånarna i Skåne själva skulle kunna utveckla den på bara några hundra år.

## Samhällsförändringar
Under neolitikum börjar man i Norden odla säd, hålla tamboskap och jordbruket etablerades mycket snabbt, genomgripande och framför allt samtidigt i södra Sverige. Det går så fort att C14-analyser inte visar någon tidsskillnad mellan Skåne och Mellansverige. Nordgränsen blir den naturliga ädellövskogens nordgräns strax norr om Mälardalen, Vänern och Oslofjorden. Skånska tidigneolitiska boplatser är små och innehåller uteslutande ben efter domesticerade djur. Mats Larsson har uppfattat dem som familjejordbruk, baserade på svedjebruk eller på hackbruk (trädgårdsbruk).  Vid sidan av jordbruket fanns jakten, fisket och insamlandet av växter, ägg m.m. Welinder beskriver äldre neolitikum i Mellansverige som en blandekonomi.I dessa nordliga områden i Mellansverige tror B. Hårdh att jordbruket snart övergavs till förmån för bosättning vid kusten. TRB upphör och ersätts av gropkeramisk kultur. Skälen till detta skulle vara överutnyttjande av jordbruksmarken och klimatförändring, som bl.a. gynnade sälen i Östersjön . Inom sydskandinavisk arkeologi talar man om ett flertal "kulturer" eller "teknokomplex" under denna tid. Trattbägarkultur, Gropkeramisk kultur, Stridsyxekultur och  Senneolitisk kultur är sådana kulturer, även om såväl utbredning som innehåll och betydelse av dessa kulturer  är ett debattämne  i dag. I norra Sverige fanns en äldre kvartskultur och som under neolitisk tid blev Skifferkultur. 

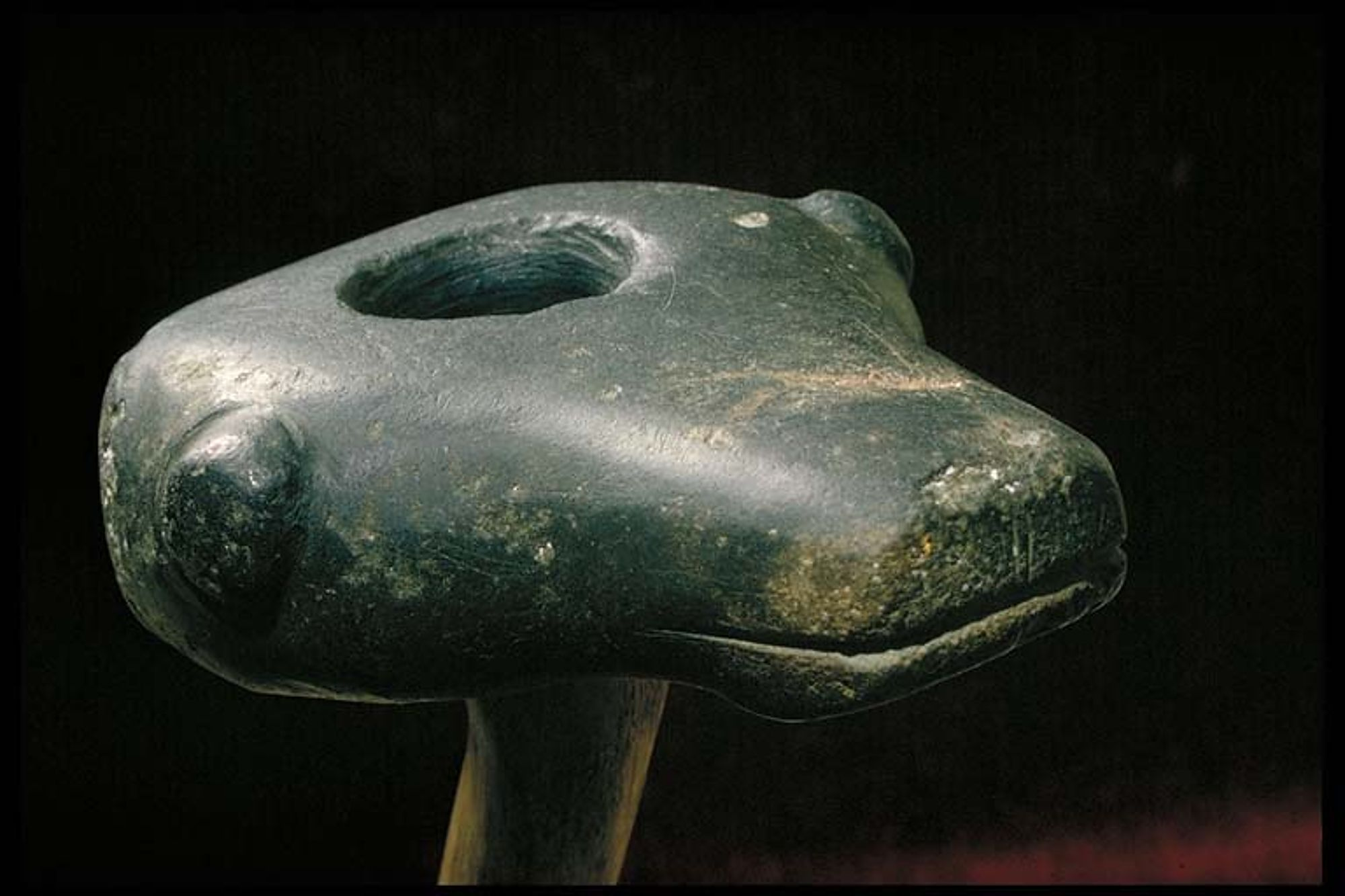
Djurhuvudformad klubba av grönsten, från 3999 f.Kr. - 1700 f.Kr. Stora Vika, Sorunda socken, Stockholms län, Sverige.

## Periodindelning

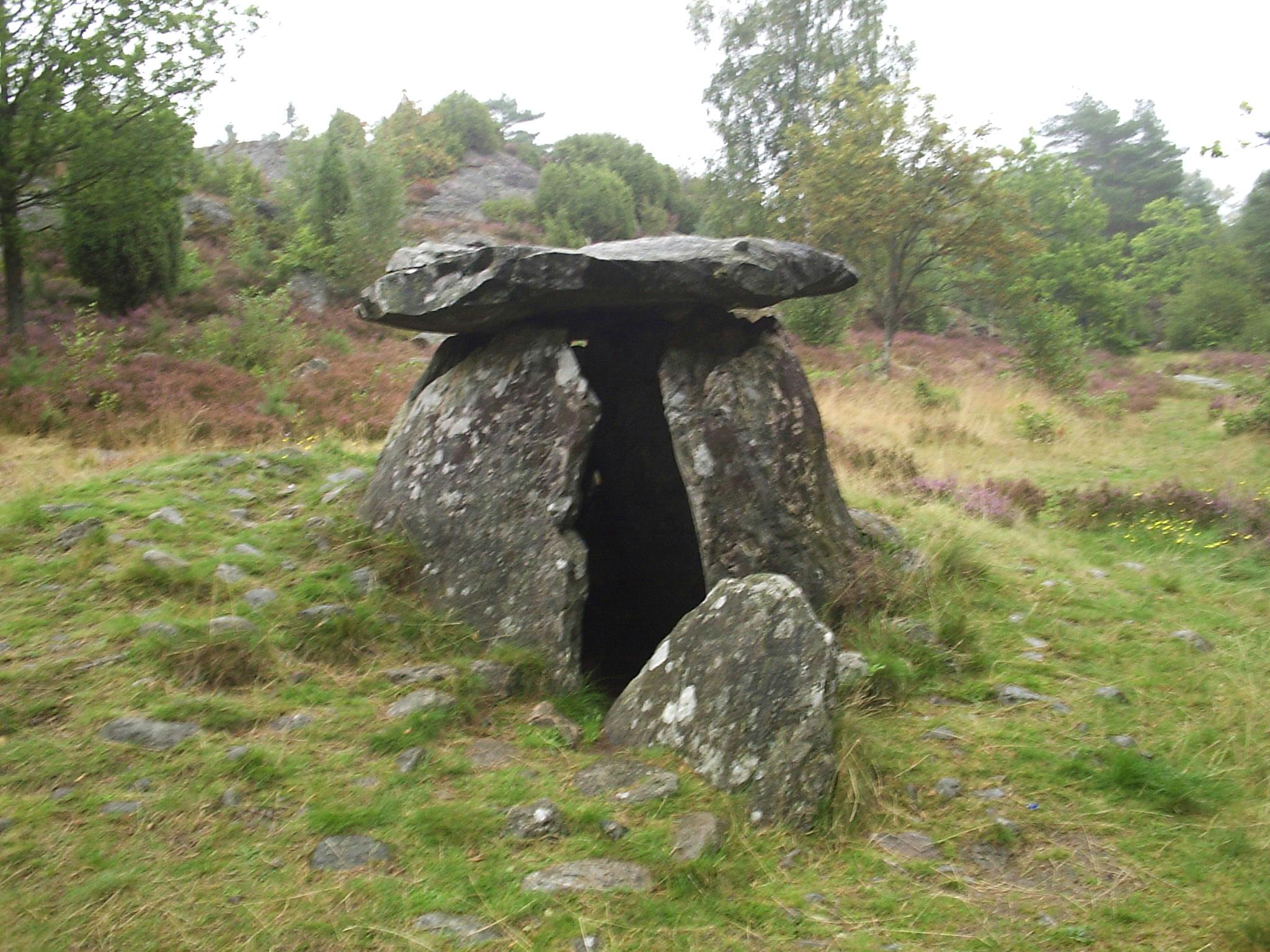
Hagadösen på Orust är en av de mest kända av de drygt hundra dösar som finns i Sverige.

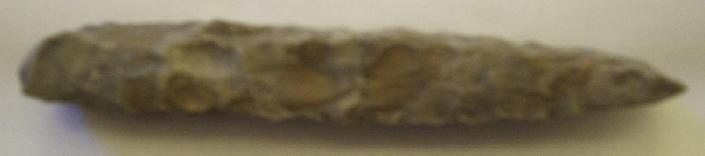
Fyrsidig mellanneolitisk mejsel från Fredriksborgs amt i Danmark.

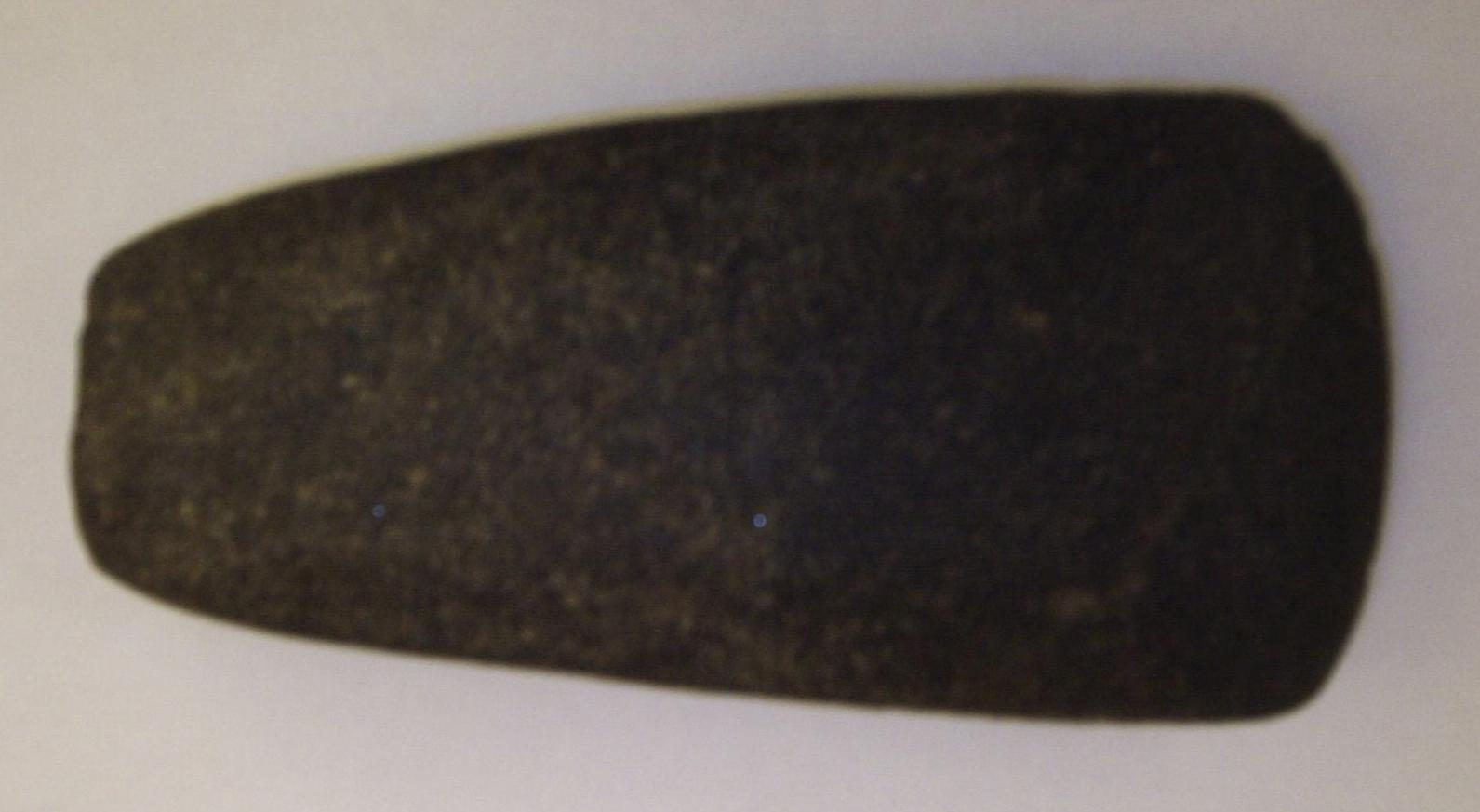
Fyrsidig mellanneolitisk yxa från okänd fyndort i Danmark.

Neolitikum delas i Sverige in i tre perioder:
- Tidigneolitikum 4000–3300 f.Kr.
- Mellanneolitikum 3300–2350 f.Kr.
- Senneolitikum 2350–1700 f.Kr.

Eftersom det redan på 1960-talet framgick att de två kulturerna under Mellanneolitikum inte var samtida med varandra utan följer efter varande kan man även dela in den perioden i Mellanneolitikum A för Trattbägarkulturens del och Mellanneolitikum B för Stridsyxekulturens del. Ett annat alternativ är att kalla den första delen för Yngre neolitikum och den yngre för Mellanneolitkum.
Även om det finns en del tidiga spår av jordbruk i norra Sverige, och då främst längs kusten, så slår inte jordbruket igenom där på bred front förrän under järnålder och under historisk tid. Därmed är den ovanstående periodindelningen inte riktigt relevant för de norra delarna av Sverige, ifall man förknippar dem med jordbrukets införande.  

### Tidigneolitikum i Sverige 4000–3300
Tidigneolitikum börjar i och med jordbrukets införande. Människan övergick från att vara jägare-samlare till att bli odlare och boskapsskötare, med betoning på det sistnämnda. I och med detta uppstod nya strukturer i samhället där en mer individualistisk jägarmentalitet ersattes av mer kollektiva traditioner revirhävdande och stamterritorier etablerade, religiöst förfädersdyrkan och nya gravformer som långhögar och megalitgravar Gravarna byggdes upp med starka influenser från kontinenten.  
Tidigneolitikum delas in i perioderna:
- Tidigneolitikum I (ENI) 4000 f.Kr. – 3500 f.Kr.
- Tidigneolitikum II (ENII) 3500 f.Kr. – 3300 f.Kr.

Under tidigneolitikum förekom den äldre Trattbägarkulturen i Sverige. Tidigneolitikum upphör i samband med en stor kulturell förändring av Trattbägarkulturen, vilket skedde ungefär samtidigt som den Gropkeramiska kulturen etablerades och då främst på Gotland från c:a 3300 f.Kr.

### Mellanneolitikum 3300-2350
Mellanneolitikum i Sverige omfattar såväl den yngre Trattbägarkulturen samt den inledande fasen av den gropkeramiska kulturen, c:a 3300 f.Kr. – 2800 f.Kr. som Stridsyxekulturen och den huvudsakliga perioden av den gropkeramiska kulturen, c:a 2900 f.Kr. – 2400 f.Kr. Ett äldre namn på Stridsyxekulturen är Båtgravskultur, med anledning av att man vände stridsyxorna upp-och-ner så att de såg ut som enkla båtar.
Mellanneolitikum delas in i perioderna:
- Mellanneolitikum A (MNA) cirka 3300 f.Kr. – 2800 f.Kr. som omfattar den yngre delen av Trattbägarkulturen.
- Mellanneolitikum B (MNB) cirka 2800 f.Kr. – 2350 f.Kr. som motsvarar Stridsyxekulturens existens.

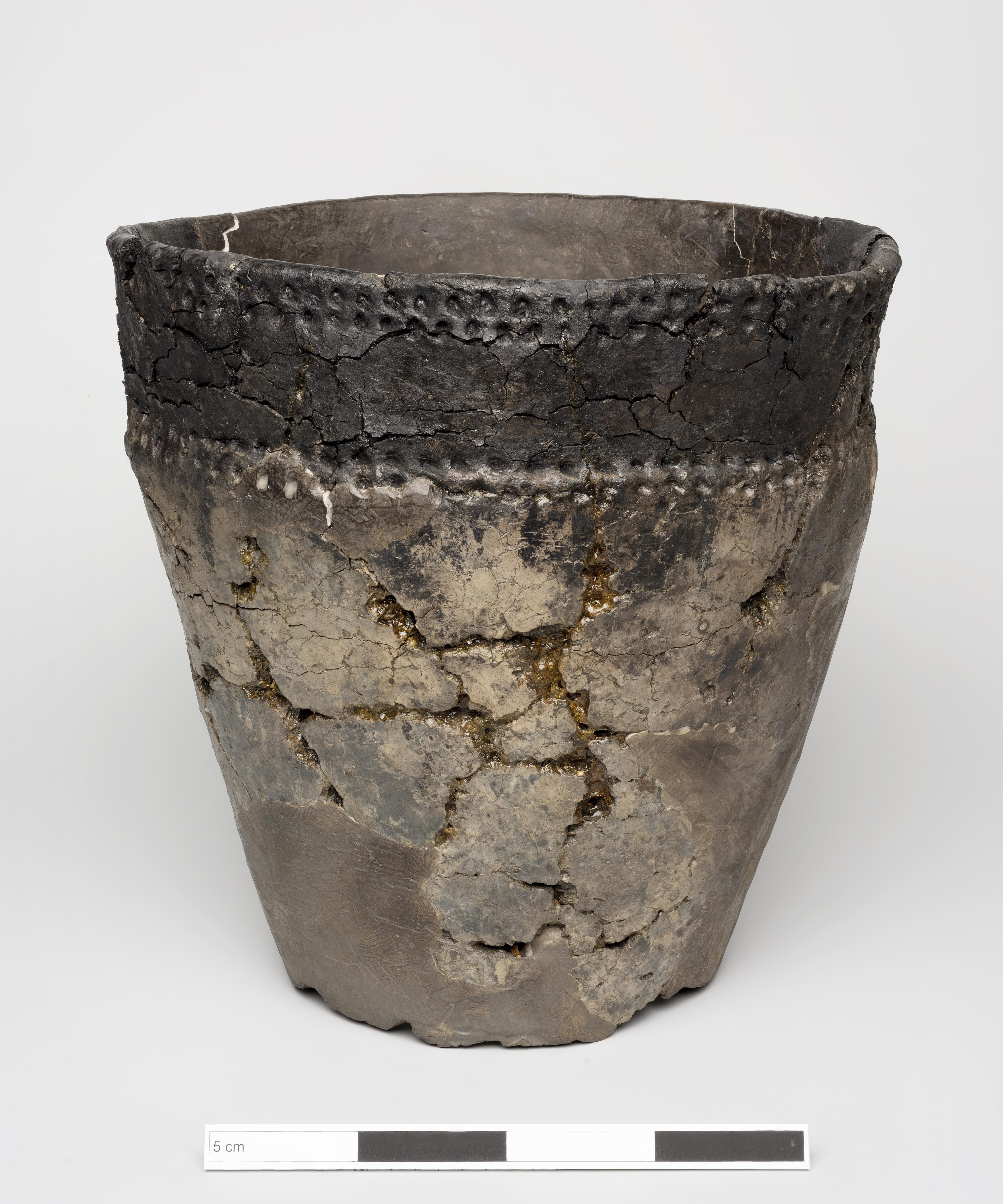
Kärl från Mellanneolitikum, Alvastra pålbyggnad.
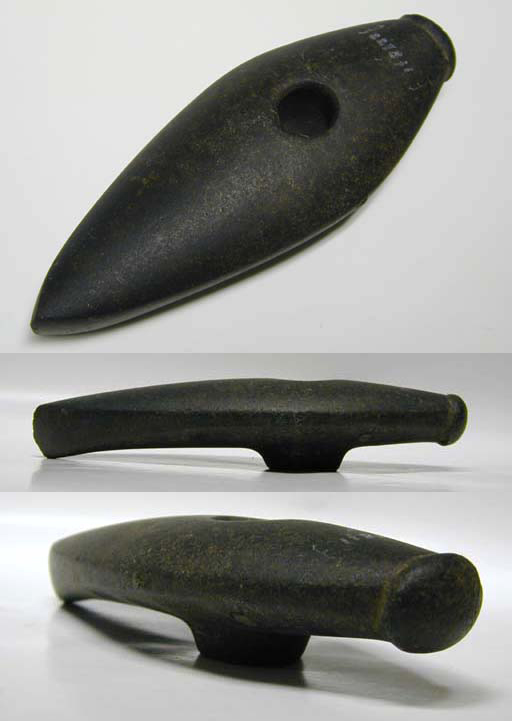
Båtformig stridsyxa från Hångsdala socken, Västergötland. Dateras till Mellanneolitikum B.
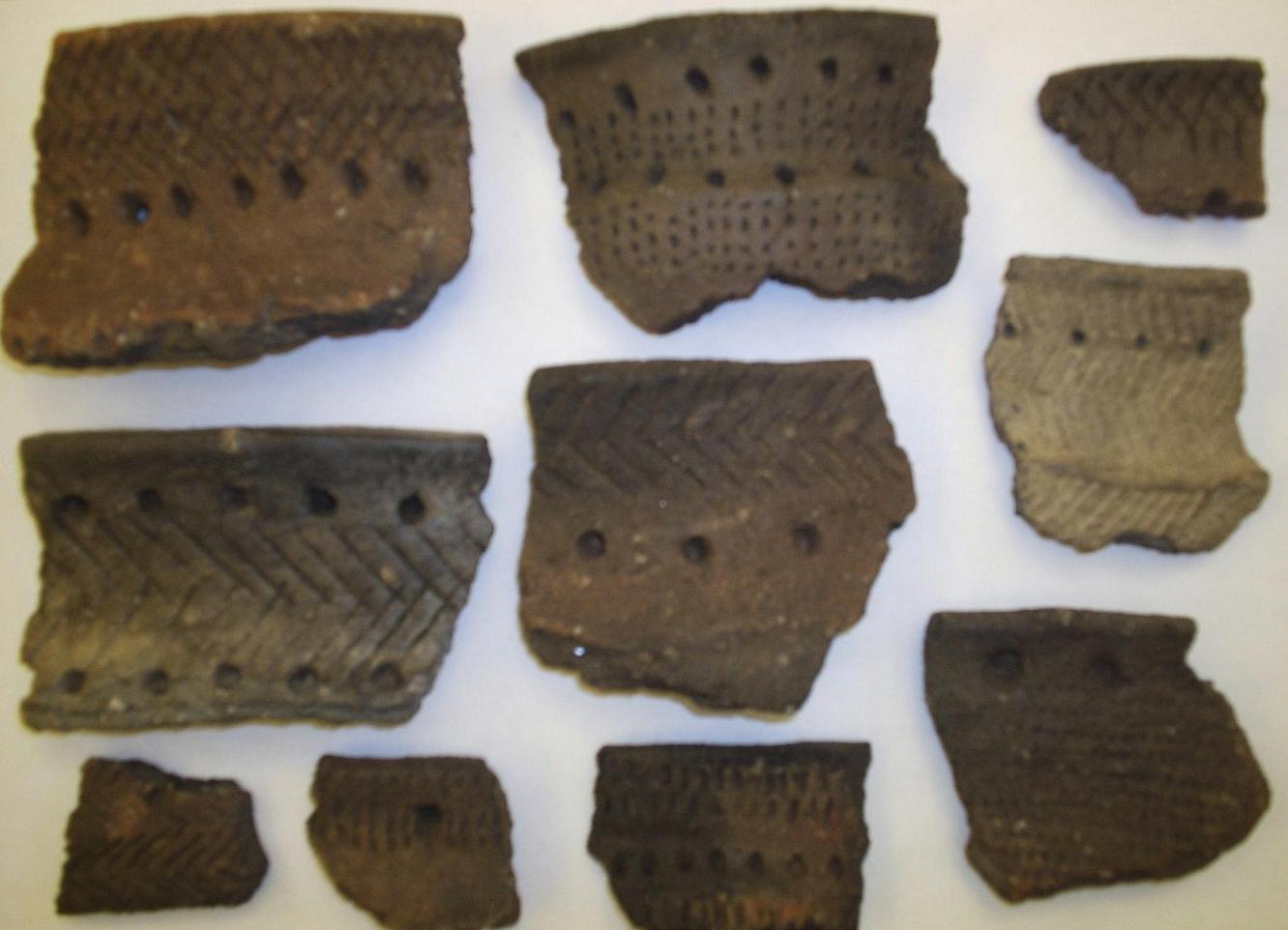
Gropkeramisk keramik från Mjällby socken, Blekinge.

### Senneolitikum 2350-1700
Senneolitikum utgörs i Sverige av tiden mellan 2350 f.Kr. och 1700 f.Kr. Kallas även hällkisttid, dolktid eller rent av Dolkkultur, efter de utmärkande typerna hällkista och flintdolk. Kallas också ibland för kopparstenålder. Koppar och guld förekommer tidigt under senneolitikum. Äkta brons börjar dyka upp under Senneolitikum II efter 2000 f.Kr. Metallerna som används under LNII varierar från rent koppar till tennbrons. Ungefär en tredjedel av metallföremålen från LNII är äkta brons. I början av den nordiska bronsåldern omkring 1700 f.Kr. är dock kopparföremål sällsynta, och de flesta metallföremål är gjorda av äkta brons eftersom denna nya metall blev mer tillgänglig.
Senneolitikum delas in i perioderna:
- Senneolitikum I (LNI) 2350 f.Kr. – 1950 f.Kr.
- Senneolitikum II (LNII) 1950 f.Kr. – 1700 f.Kr.

Senneolitikum är uppdelad i en tidig och sen fas baserad på typologin hos flintdolkarna. Sen neolitikum I är närmare kopplad till föregående neolitikum, medan sen neolitikum II liknar den tidiga bronsåldern.

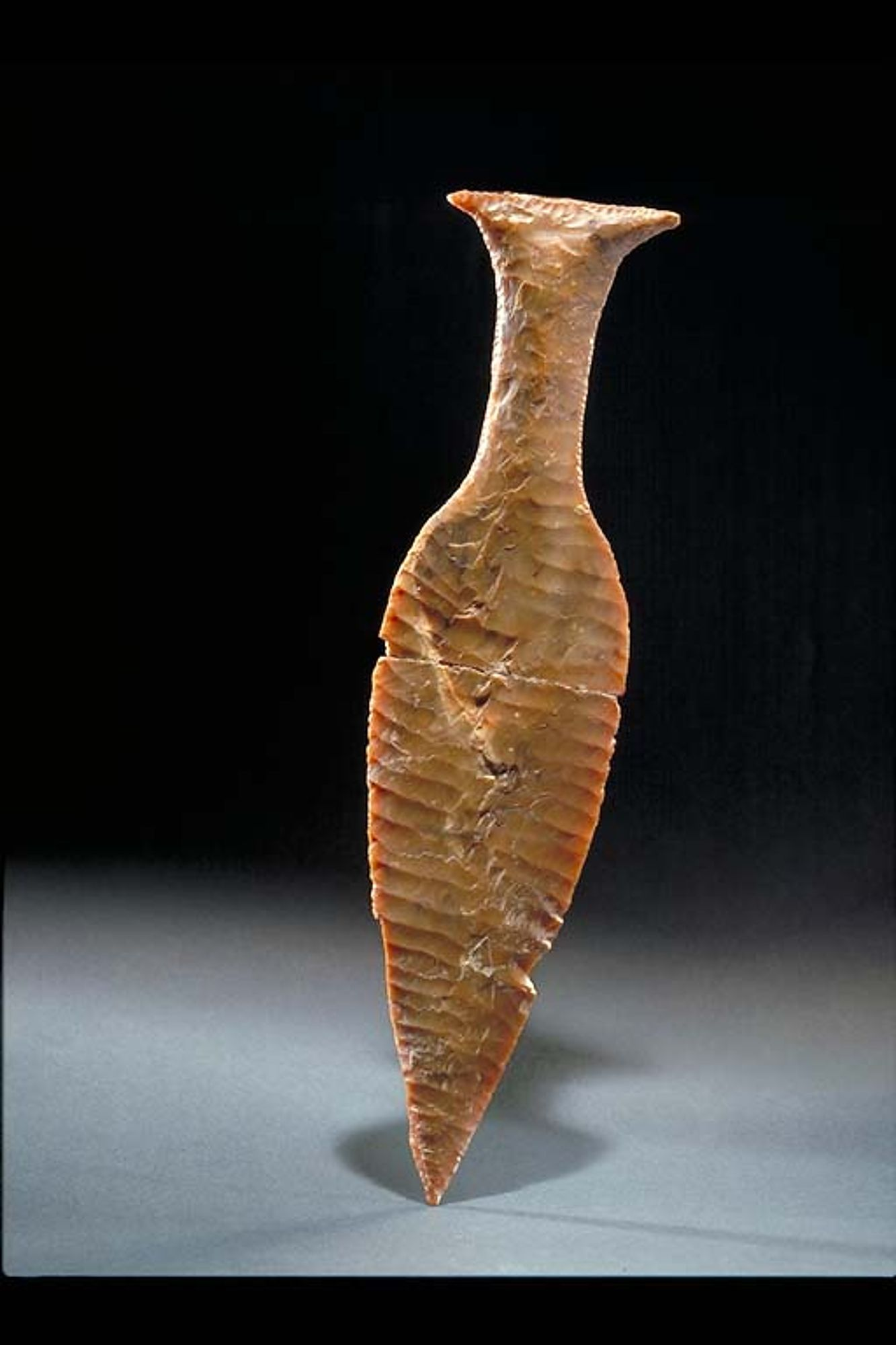
Stor dolk av flinta 2299 f.Kr. - 1700 f.Kr., Hunna Kittegård.
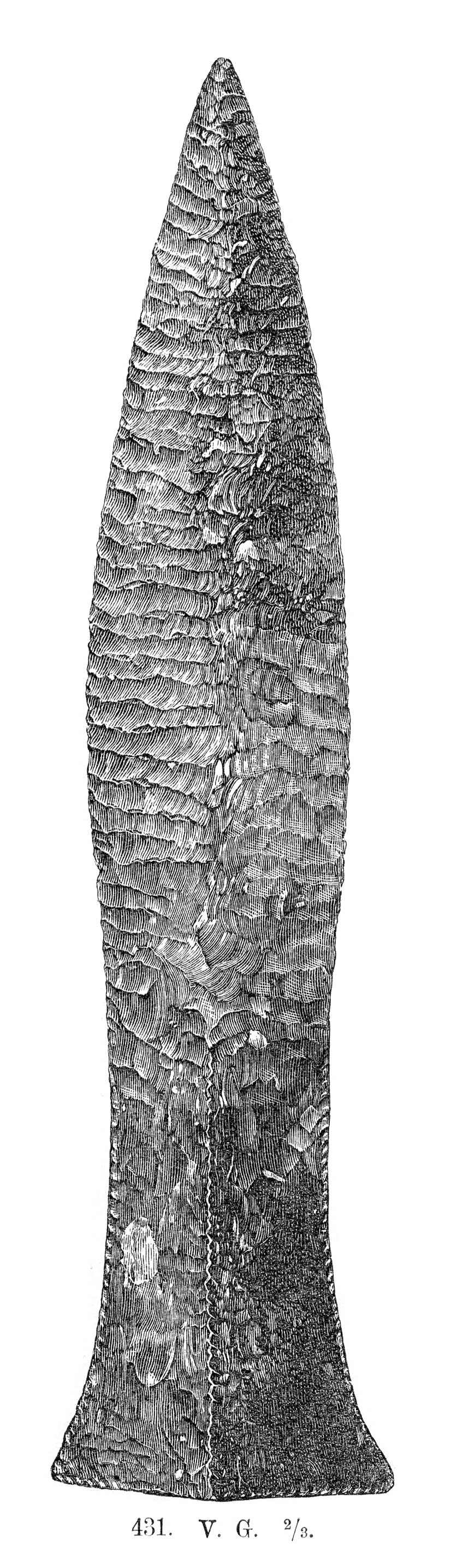
Flintdolk från Utbogårdens hällkista i Karleby socken, Västergötland.
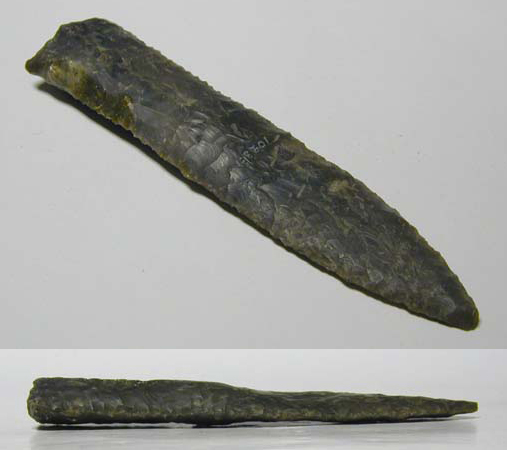
Flintdolk från Tiarps socken, Västergötland.
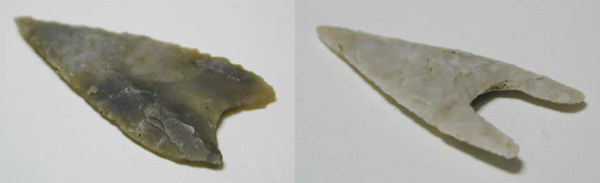
Senneolitiska pilspetsar från Södra Kyrketorps socken, Västergötland.
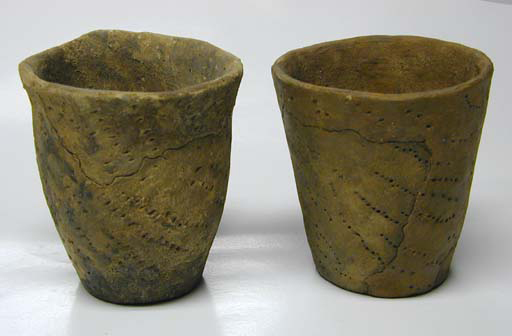
Senneolitisk keramik.

## Neolitiska kulturgrupper

Utbredning av bondekultur med fasta bosättningar i Sverige under yngre stenålder, 4100-1700 f.Kr. Markeras bland annat av boplatser, lösfynd och gravar.

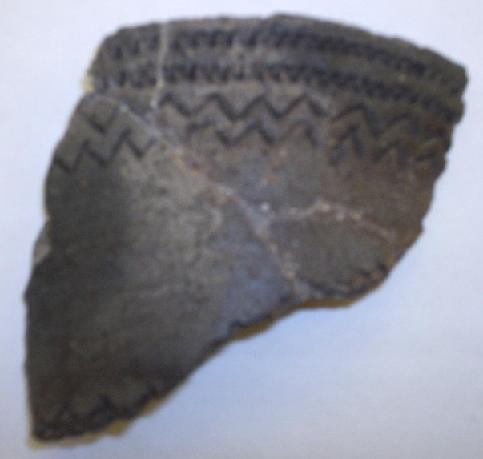
Snörbandskeramik, gravfynd från Mogenstrup på Jylland i Danmark.

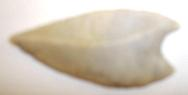
Hjärtformad senneolitisk pilspets från okänd fyndort i Danmark.

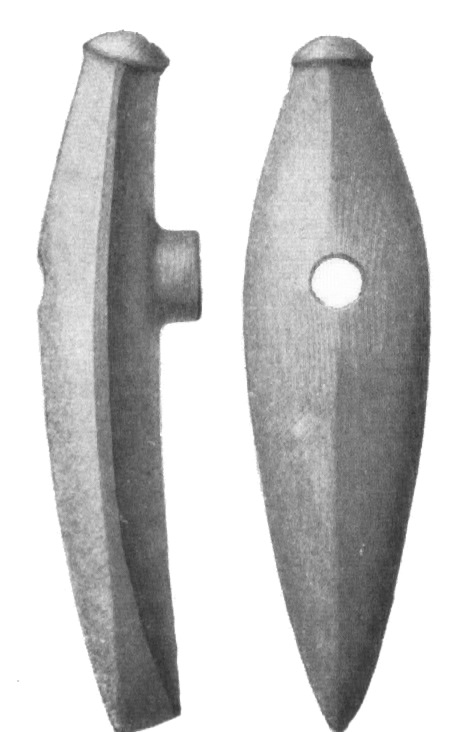
Båtyxa från Närke

Den första neolitiska kulturen i Sverige var trattbägarkulturen, som fått sitt namn efter de karakteristiska trattbägarna, som är en typ av keramikkärl. Trattbägarkulturen kom till Sverige c:a 4000 f.Kr.
De neolitiska kulturerna i södra Skandinavien är ofta gemensamma eller i varje fall likartade på många sätt, men kan vara mycket olikartade gentemot varandra. Trattbägarkulturen utvecklas relativt marginellt under sin äldre fas (c.a 4000–3350 f.Kr.) liksom under den yngre fasen (3350–2900 f.Kr.) men dem emellan är det mycket stora skillnader som syns inom alla kulturella former utom flintyxorna. Det råder dock inget tvivel om att den yngre fasen har den äldre fasen som sin direkta föregångare.
Omkring 3300 f.Kr. uppträdde också den gropkeramiska kulturen för första gången. Den gropkeramiska kulturen är inte i första hand en jordbrukskultur, utan i stället en kustnära fångstkultur. Den inledande fasen av den gropkeramiska kulturen har stora likheter med den samtida trattbägarkulturen, och kan därför ses som en slags sidogren som dock har upptagit nya traditioner från annat håll, såsom den kamkeramiska kulturen i Finland och på så sätt fått sin särart. Några utmärkande typer för denna kultur är svåra att påpeka, förutom gropkeramiken och i viss mån de stora gravfälten med flatmarksgravar som förekommer främst på Gotland. Dessa gravfält är eventuellt uppkomna genom en senare påverkan under den huvudsakliga fasen av den gropkeramiska kulturen, när trattbägarkulturen ersatts av stridsyxekulturen. Andra föremålsformer som ibland betraktas som gropkeramiska, såsom skafttungepilar och dubbeleggade skafthålsyxor, är dock betydligt vanligare inom trattbägarkulturen. Den gropkeramiska kulturens uppkomst sammanfaller också med en klimatförbättring i Sverige, men dessa svängningar är svårtolkade eftersom det strax senare förekommer en klimatförsämring.
En tredje neolitisk kultur kom till Sverige omkring 2900 f.Kr. Den kallas stridsyxekulturen. Stridsyxekulturen har fått sitt namn från de karakteristiska stridsyxorna som tidigare kallades båtyxor och som är av annan bergart än flinta, vilka är kopior av de tidiga stridsyxor av metall som användes i sydöstra Europa. I ungefär 500 år existerade den gropkeramiska kulturen och stridsyxekulturen parallellt i södra Sverige, men den förstnämnda så gott som enbart på Gotland och den andra på fastlandet och inte förekommer alls på Gotland, med undantag av enstaka lösfynd. 
En stor svårighet är det att förklara övergången från trattbägarkulturen till stridsyxekulturen, eftersom de är så olika varandra på snart sagt alla jämförbara punkter. Dessutom har trattbägarkulturen begränsade likheter med andra kulturer i Europa, medan stridsyxekulturen har stora likheter med hela det snörkeramiska kulturkomplexet i nordöstra Europa, som sträcker sig från Nederländerna i väster till de ryska stäpperna i öster, från norra Norge i norr till trakten runt floden Donau i söder. Övergången tycks ha skett snabbt och effektivt, eftersom det inte förekommer ett enda fynd, varken grav eller depå, där båda kulturernas föremål finns tillsammans. Av den anledningen verkar det som om det är olika grupper med människor som representerar de olika kulturerna, men om dessa grupper har haft olika härkomst eller utgör olika delar i ett och samma samhälle är oklart. Frågan blir inte lättare att besvara av det faktum att Själland och de närliggande öarna samt Gotland aldrig anammade stridsyxekulturen, men hade både trattbägarkultur tidigare och senneolitisk kultur efteråt.
Analys av skelett med modern DNA-teknik anses visa att stridsyxekulturen är baserad på invandring, vilket man inte ansett tidigare.
Omkring 2400 f.Kr. uppstod en senneolitisk kultur, som har flera karaktärsdrag kvar från stridsyxekulturen, men som ändå framstod som en egen självständig kultur, där de viktigaste nyheterna var hämtade från nordöstra Frankrike eller möjligen södra England. I likhet med trattbägarkulturen var den relativt enhetlig i stora delar av södra Skandinavien, även Själland och Gotland, varpå den gropkeramiska kulturen upphörde utan att lämna några spår efter sig. Övergången till bronsålder skedde etappvis dels i mindre skala vid början av bronsålderns period I c:a 1800 f.Kr. men främst vid början av period II c:a 1500 f.Kr.

## Neolitiska gravformer
Neolitikum är den tid då de första megalitiska monumenten i form av megalitgravar uppförs i Sverige. De äldsta megaliterna är dösarna, som främst förekommer längs de skånska kusterna och Västkusten. Något senare byggdes gånggrifter, i samma områden samt på Falbygden runt Falköping. Ett känt exempel finns på Ekornavallen utanför Falköping. Under senneolitikum vid stenålderns slut byggdes även hällkistor runt om i sydvästra Sverige och då även i inlandet.
Gravläggning under markytan, men utan kända överbyggnader av sten eller jord, förekom både under stridsyxekulturen och den gropkeramiska kulturen.

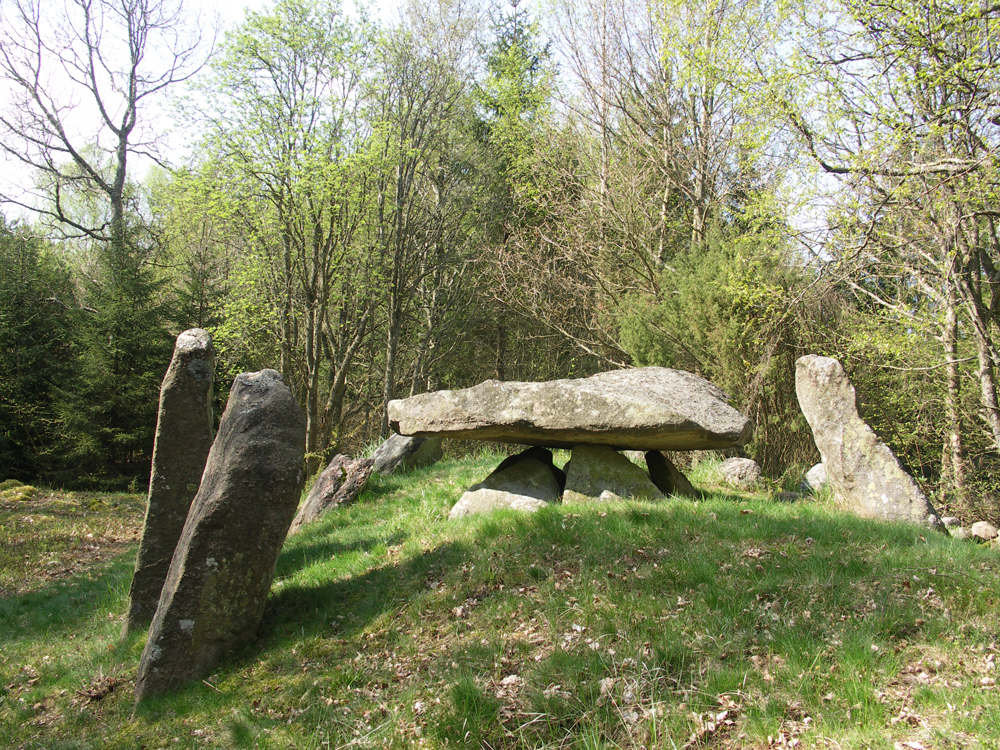
Långdösen i Vrångstad, Bottna socken, Bohuslän, är från Tidigneolitikum II.
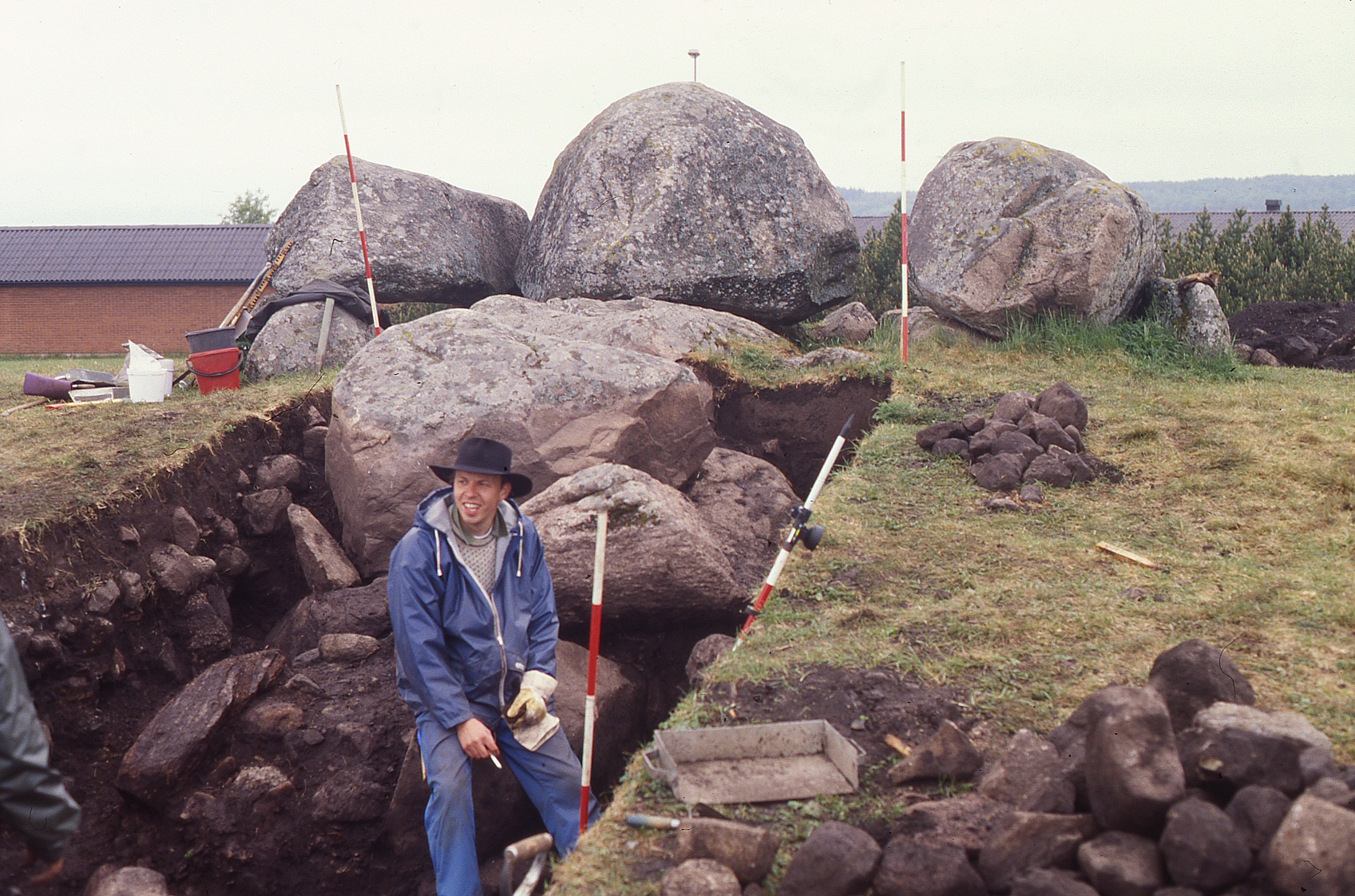
Gånggriften Hjelmarsrör i Falköping, Västergötland, är från Mellanneolitikum A. Här fotograferad under utgrävning 1994.
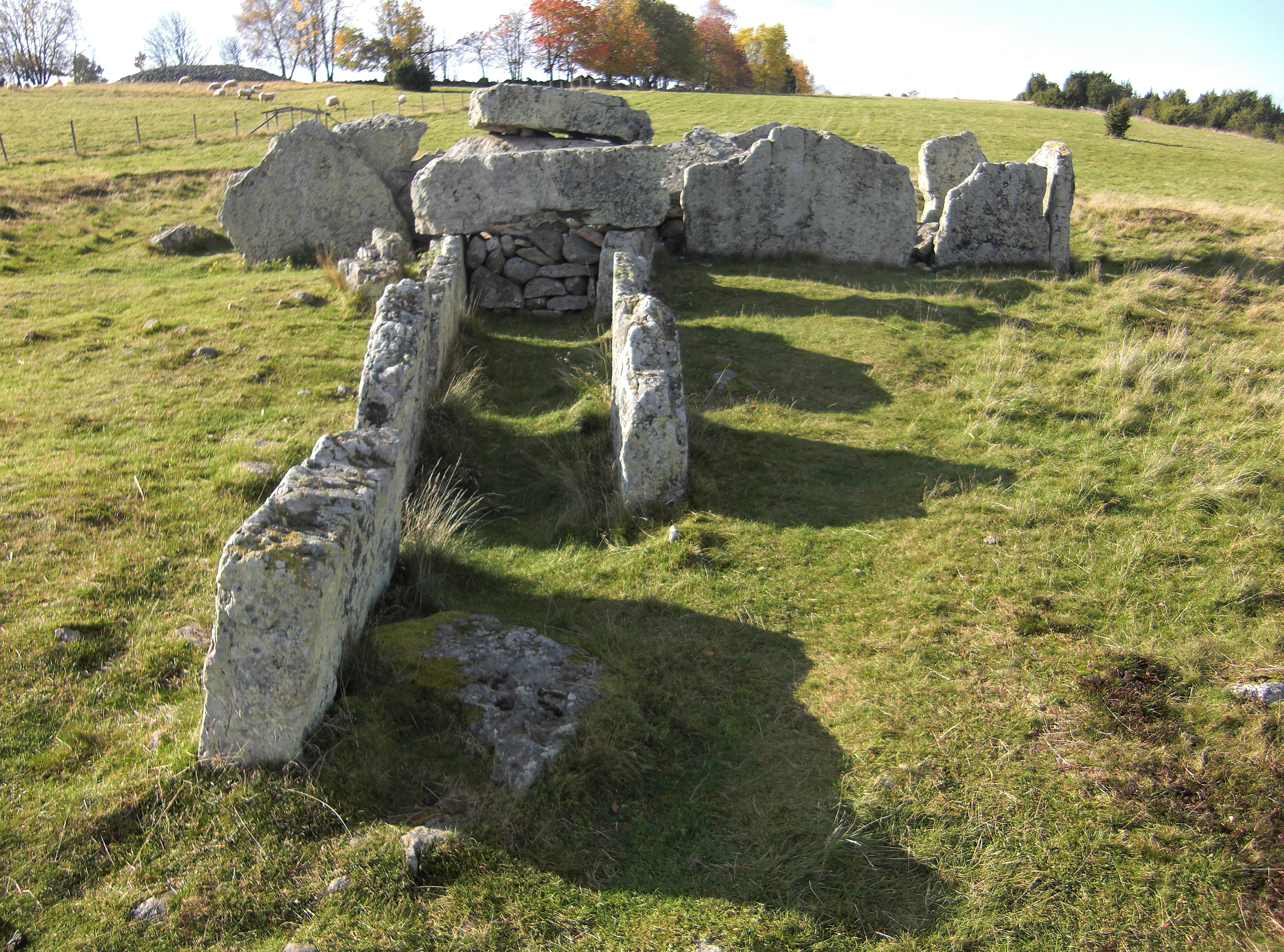
Gånggriften Girommen på Ekornavallen, Hornborga socken, Västergötland, är från Mellanneolitikum A.
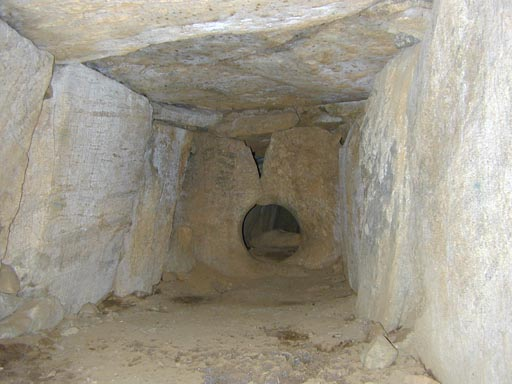
Skogsbokistan är en gavelhålshällkista i Norra Säm socken, Västergötland.
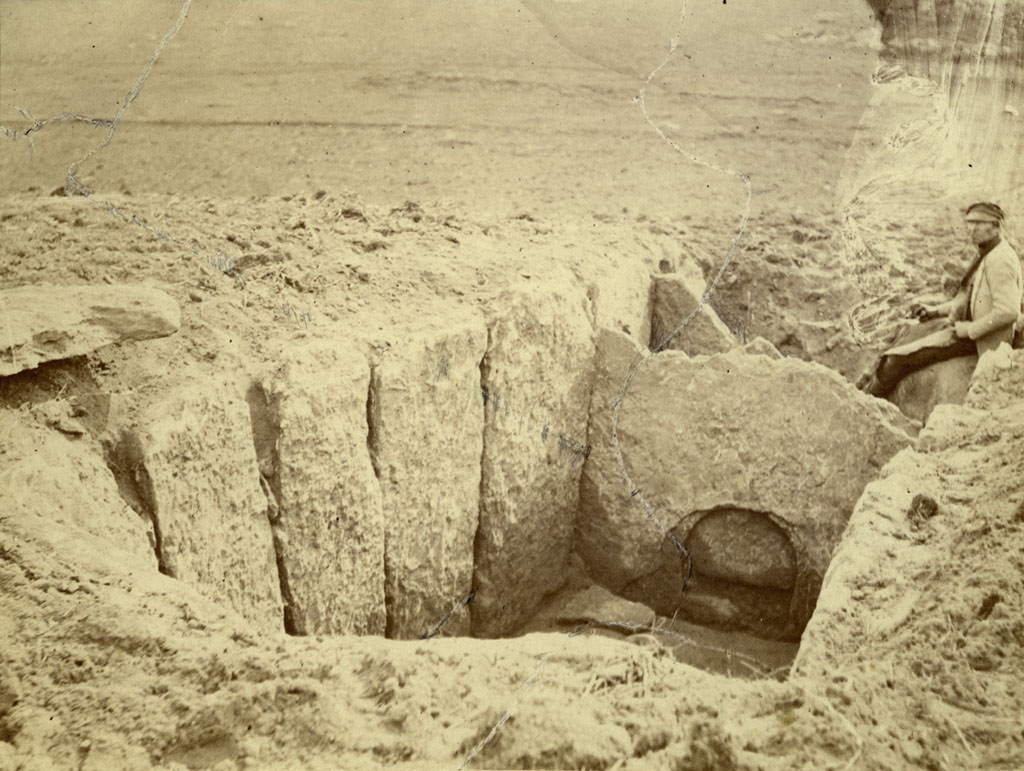
Utbogårdens hällkista i Karleby socken, Västergötland, är även den en gavelhålshällkista. Här fotograferat under utgrävning 1874.